# Anneau de Grothendieck
En algèbre commutative, un anneau {\displaystyle A} est un anneau de Grothendieck ou G-anneau si et seulement s’il est un anneau noethérien tel que pour tout point fermé {\displaystyle x} du spectre d'anneau {\displaystyle \mathrm {Spec} (A)}, le morphisme de complétion {\displaystyle \mathrm {Spec} ({\widehat {Ox}})\longrightarrow \mathrm {Spec} (Ox)} est régulier.
Presque tous les anneaux noethériens qui interviennent naturellement en géométrie algébrique ou en théorie des nombres sont des anneaux de Grothendieck. De plus il s'avère difficile de construire des exemples d'anneaux noéthériens qui ne sont pas des G-anneaux. La notion est nommée après Alexandre Grothendieck.
Un anneau qui est à la fois un G-anneau et un J-2-anneau est appelé anneau quasi-excellent (en), et si de surcroît il est universellement caténaire (i.e. si tout schéma affine de type fini sur X est caténaire) il est appelé un anneau excellent (en).

## Définitions et notations
- Un anneau noéthérien {\displaystyle A} contenant un corps {\displaystyle k} est appelé géométriquement régulier sur {\displaystyle k} si pour toute extension finie {\displaystyle K} de {\displaystyle k}, l'anneau {\displaystyle A\otimes _{k}K} est un anneau local régulier.
- Un homomorphisme d'anneaux de {\displaystyle A} dans {\displaystyle S} est dit régulier s'il est plat et si, pour tout {\displaystyle p\in \mathrm {Spec} (A)}, la fibre {\displaystyle S\otimes _{A}k(p)}  est géométriquement régulière sur le corps résiduel {\displaystyle k(p)} de {\displaystyle p}. (voir aussi à ce propos le théorème de Popescu).
- Un anneau est un anneau de Grothendieck ou G-anneau s'il est noethérien et tous les localisations de {\displaystyle A} en {\displaystyle p} (où {\displaystyle p}  est un idéal premier) sont des G-anneaux locaux. (Il suffit de vérifier la condition pour ses idéaux premiers, puisque les G-anneaux locaux sont des G-anneaux)

## Exemples
- Tout corps est un G-anneau.
- Un  anneau local noethérien complet est un G-anneau.
- Un anneau de séries entières convergentes en un nombre fini de variables sur {\displaystyle \mathbb {R} } ou {\displaystyle \mathbb {C} } est un G-anneau.
- Un anneau de Dedekind en caractéristique 0, et en particulier l'anneau {\displaystyle \mathbb {Z} }, est un G-anneau. Dans des caractéristiques positives, il existe des domaines de Dedekind (et même des anneaux de valuation discrète ) qui ne sont pas des G-anneaux.
- Toute localisation d'un G-anneau est un G-anneau.
- Une algèbre de type fini sur un G-anneau est un G-anneau. Ce théorème est dû à Grothendieck.

## Un anneau qui n'est pas de Grothendieck
Voici un exemple d'un anneau de valuation discrète
{\displaystyle A} de caractéristique {\displaystyle p>0} qui n'est pas un G-anneau : 
Soit {\displaystyle k} un corps de caractéristique {\displaystyle p} avec {\displaystyle [k:k^{p}]=\infty }, soit  {\displaystyle R=k[[x]]} et soit {\displaystyle A} le  sous-anneau de séries entières {\displaystyle \sum _{k}a_{k}{x^{k}}} telles que {\displaystyle [{k^{p}}(a_{0},a_{1},..]:{k^{p}}]} est fini.  Alors la fibre formelle de {\displaystyle A} sur le point générique n'est pas géométriquement régulière donc {\displaystyle A} n'est pas un G-anneau (ici {\displaystyle {k^{p}}} dénote l'image de {\displaystyle k} par l'endomorphisme de Frobenius).